# Заболотцівське урочище
За́болотцівське — заповідне урочище місцевого значення в Україні. Розташоване в межах Бродівського району Львівської області, неподалік від села Заболотці. 
Площа 46,2 га. Оголошено згідно з рішенням Львівської облради від 9.10.1984 року № 495. Перебуває у віданні ДП «Бродівський лісгосп» (Заболотцівське лісництво, кв. 94). 
Створено з метою збереження природного ландшафту, характерного для Бродівської рівнини. Охороняється частина лісового масиву з цінними високопродуктивними насадженнями дуба звичайного віком понад 70 років, а також соснових насаджень віком бл. 50 років. 